# Deux Gentlemen
Pour plus de détails, voir Fiche technique et Distribution.
Deux Gentlemen (Two Gentlemen Sharing) est un film britannique réalisé par Ted Kotcheff, sorti en 1969.

## Fiche technique
Sauf indication contraire, les informations mentionnées dans cette section peuvent être confirmées par la base de données cinématographiques IMDb,  présente dans la section « Liens externes ».
- Titre français : Deux Gentlemen[1]
- Titre original : Two Gentlemen Sharing
- Réalisation : Ted Kotcheff
- Scénario : Evan Jones d'après le livre de David Stuart Leslie
- Photographie : Billy Williams
- Musique : Stanley Myers
- Pays d'origine :  Royaume-Uni
- Format : Couleurs - Mono
- Genre : drame
- Durée : 105 minutes
- Date de sortie :
  - États-Unis : 17 septembre 1969 (New York)
  - France : 9 décembre 1970[1]

## Distribution
- Robin Phillips : Roddy Pater
- Judy Geeson : Jane Archer
- Ester Anderson : Caroline Harcourt
- Hal Frederick : Andrew McKenzie
- Norman Rossington : Phil Carter
- Elspeth March : Mme Burrows
- Philip Stone : M. Burrows
- Shelagh Fraser : Helen Marriott
- Earl Cameron : Charles Marriott
- Gary Sobers : Joueur de cricket
- David Markham : M. Pater, le père de Roddy